# Hoplitis lysholmi
Hoplitis lysholmi är en biart som först beskrevs av Heinrich Friese 1899.  Hoplitis lysholmi ingår i släktet gnagbin, och familjen buksamlarbin. Inga underarter finns listade i Catalogue of Life.